# 國川浩道

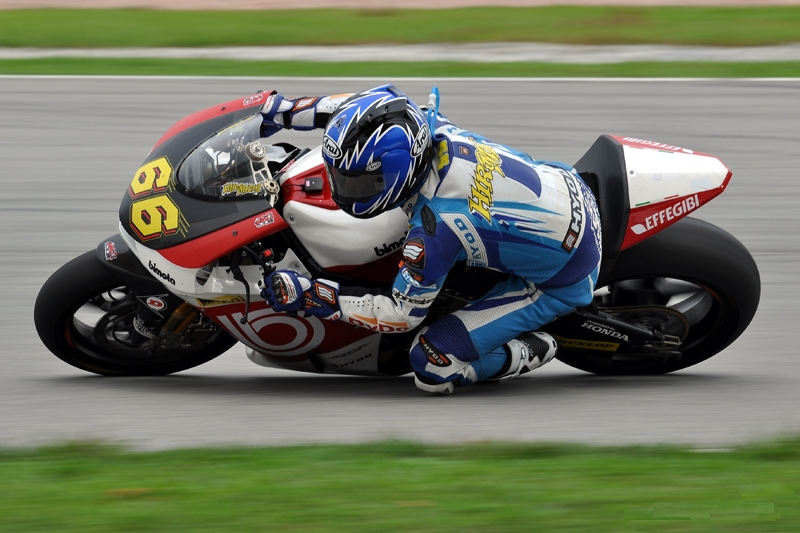
2010年 マレーシアGPにて

國川 浩道（くにかわ ひろみち、1981年11月5日 - ）は、千葉県出身のオートバイレーサー。

## 経歴
2003年よりロードレース競技を始める。2006年にはSP忠男レーシングから全日本ロードレース選手権ST600クラスにデビューを果たした。翌2007年は同チームからGP250クラスに参戦、2008年にはダイドーMIUレーシングに移籍しST600クラスに復帰した。
2010年には92R・HiRaNoチームでピレリタイヤを履くホンダ・CBR600RRでST600クラスに参戦し、第4戦終了時点ではランキング2位に付ける活躍を見せていた。その後ロードレース世界選手権Moto2クラスにMレーシングから第14戦日本GP以降最終戦まで参戦することが決定し、全日本への参戦は第5戦岡山が最後となった。Moto2での5レースはリタイヤ→ブービー→リタイヤ→予選落ち→最下位と全く結果を残せないまま終えることとなってしまった。

## 主なレース戦績

### 全日本ロードレース選手権[7]
| シーズン | クラス | チーム                     | バイク              | ポイント | シリーズ順位 |
| -------- | ------ | -------------------------- | ------------------- | -------- | ------------ |
| 2006年   | ST600  | SP忠男レーシング           | ヤマハ・YZF-R6      | 0        | -            |
| 2007年   | GP250  | SP忠男レーシング           | ヤマハ・TZ250       | 8        | 15位         |
| 2008年   | ST600  | ダイドーMIUレーシング      | ホンダ・CBR600RR    | 14       | 21位         |
| 2009年   | ST600  | ダイドーMIUレーシング      | ホンダ・CBR600RR    | 12.7     | 19位         |
| 2010年   | ST600  | 92R・HiRaNo                | ホンダ・CBR600RR    | 44       | 10位         |
| 2011年   | ST600  | 92R・HiRaNo                | ホンダ・CBR600RR    | 45       | 16位         |
| 2012年   | ST600  | HiRaNo・HouYou             | ホンダ・CBR600RR    | 45       | 16位         |
| 2013年   | ST600  | 赤い3輪車レーシングチーム  | ホンダ・CBR600RR    | 57       | 10位         |
| 2014年   | ST600  | TOHORacing pwd by モリワキ | ホンダ・CBR600RR    | 59       | 11位         |
| 2022年   | ST1000 | TOHORacing                 | ホンダ・CBR1000RR-R | 38       | 10位         |

### ロードレース世界選手権
| シーズン | クラス | チーム      | バイク   | 出走 | 優勝 | 表彰台 | PP | FL | ポイント | シリーズ順位 |
| -------- | ------ | ----------- | -------- | ---- | ---- | ------ | -- | -- | -------- | ------------ |
| 2010年   | Moto2  | Mレーシング | ビモータ | 4    | 0    | 0      | 0  | 0  | 0        | -            |
| 合計     |        |             |          | 4    | 0    | 0      | 0  | 0  | 0        |              |

### 鈴鹿8時間耐久ロードレース
| 開催年 | バイク              | チーム                             | パートナー        | 総合順位 |
| ------ | ------------------- | ---------------------------------- | ----------------- | -------- |
| 2011年 | ドゥカティ・1098R   | TOHO Racing HIROSHIMA DESMO        | 山口辰也/江口謙   | 10位     |
| 2013年 | ホンダ・CBR1000RR   | 石垣牛＆マグロレーシング・モトバム | 大木崇之/松川泰宏 | 43位     |
| 2014年 | ホンダ・CBR1000RR   | TOHO Racing with MORIWAKI          | 山口辰也/小林龍太 | 5位      |
| 2015年 | ホンダ・CBR1000RR   | Y's distraction Racing             | 小山知良/吉道竜也 | 51位     |
| 2022年 | ホンダ・CBR1000RR-R | TOHO Racing                        | 清成龍一/國峰啄磨 | 5位      |
| 2023年 | ホンダ・CBR1000RR-R | TOHO Racing                        | 清成龍一/國峰啄磨 | 失格     |

- 2012年　アジアロードレース選手権第4戦日本にスポット参戦し14位。（ホンダ・CBR600RR）。
- 2013年　アジアロードレース選手権第4・5戦日本にスポット参戦し第4戦8位。第5戦リタイア（ホンダ・CBR600RR）。
- 2015年 - ピレリカップ600チャレンジシリーズ チャンピオン (ホンダ・CBR600RR)
- 2016年　スーパースポーツ世界選手権第3戦アラゴンにスポット参戦しリタイヤ。Kawasaki Puccetti Racingから参戦。（カワサキ・ZX-6R）。